# یواس‌اس تتیس بی (سی‌وی‌ای-۹۰)
یواس‌اس تتیس بی (سی‌وی‌ای-۹۰) (به انگلیسی: USS Thetis Bay (CVE-90)) یک کشتی بود که طول آن ۵۱۲ فوت ۳ اینچ (۱۵۶٫۱۳ متر) بود. این کشتی  در سال ۱۹۴۴ ساخته شد.